# Katy Payne

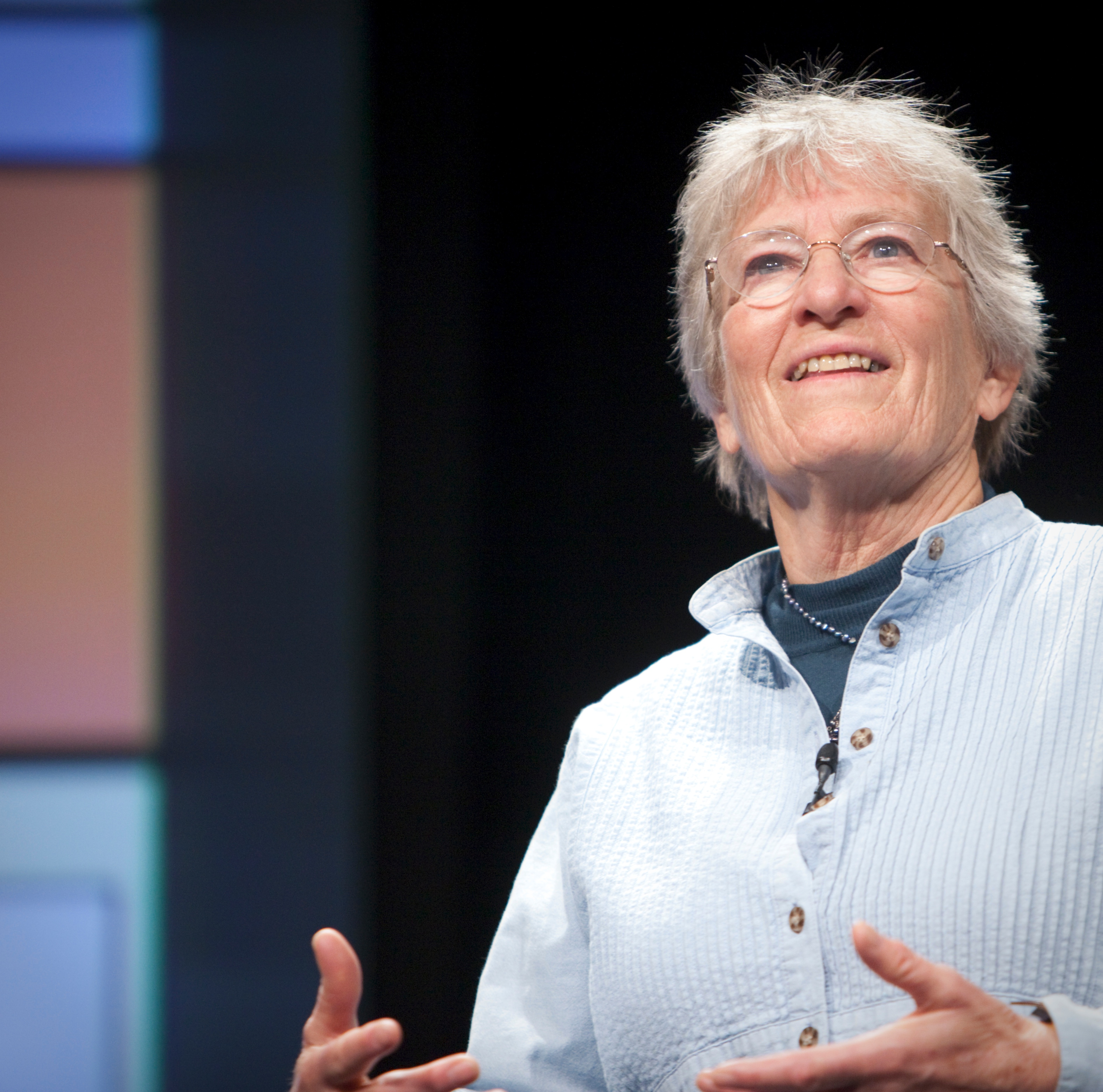
Katy Payne, 2009

Katharine „Katy“ Boynton Payne (* 1937 als Katharine Boynton in Ithaca, New York) ist eine US-amerikanische Verhaltensforscherin und Bioakustikerin, die die „Sprache“ der Elefanten entschlüsselt. Mit ihrem Elephant Listening Project erlangte sie erste wichtige Erkenntnisse, die bis heute helfen, Elefanten zu schützen.

## Leben und Leistungen
Katy Payne studierte Musik und Biologie an der Cornell University in Ithaca, New York. Mit einem Team von Wissenschaftlern und ihrem Mann Roger Payne erforschte sie in den 1960er Jahren den Gesang der Buckelwale. Sie beobachtete, dass Buckelwale fixierte Strophen „singen“, diese wiederholen und weiterentwickeln.
Dabei entdeckte sie als erste, dass Wale unter anderem im Infraschallbereich kommunizieren. 1984 entdeckte sie, dass auch Elefanten diesen Bereich des Schalls verwenden. Daran anschließende Studien ergaben, dass Elefanten diese niedrigen Frequenzen auch für ihre Koordination über lange Strecken benützen. 1990 erhielt sie das Guggenheim-Stipendium. 1999 gründete sie das Elephant Listening Project und war bis 2006 dessen Leiterin.

## Schriften
- Silent thunder. In the presence of elephants. Simon & Schuster, New York 1998, ISBN 0-684-80108-6.
Deutsch: Stiller Donner. Die geheime Sprache der Elefanten. Aus dem Englischen von Ilse Rothfuss. Frederking und Thaler, München 2001, ISBN 3-89405-127-2.